# W. Somerset Maugham
William Somerset Maugham / ˈwɪljəm ˈsʌməsət ˈmɔːm/, CH (París, 25 de enero de 1874-Niza, 16 de diciembre de 1965) fue un escritor británico, autor de novelas, ensayos, cuentos y obras de teatro. Durante la década de 1930 fue considerado el escritor más popular y mejor pagado del mundo. A lo largo de 60 años escribió más de 100 relatos y 21 novelas, además de gran número de piezas teatrales, biografías, libros de viajes y ensayos.
Nacido en París, donde pasó sus primeros diez años de vida, recibió su educación en Inglaterra y fue a una universidad alemana. Empezó a estudiar medicina en Londres y obtuvo su licencia como médico en 1897, si bien nunca practicó la medicina y se convirtió en escritor a tiempo completo. Su primera novela, Liza de Lambeth (1897), un estudio sobre la vida en los suburbios, atrajo atención, pero fue como dramaturgo que alcanzó por primera vez celebridad nacional. Para 1908 tenía cuatro obras de teatro simultáneamente en el West End de Londres. Escribió su obra de teatro número 32 en 1933, tras lo cual abandonó completamente el teatro y se concentró en escribir novelas y cuentos.
Las novelas de Maugham tras Liza de Lambeth incluyen Servidumbre humana (1915), La Luna y seis peniques (1919), El velo pintado (1925), Cakes and ale (1930) y El filo de la navaja (1944). Sus cuentos fueron publicados en colecciones tales como La casuarina (The casuarina tree, 1926) o Lo mismo de siempre (The Mixture as Before; 1940). Muchos de ellos han sido adaptados a la radio, el cine y la televisión. Su gran popularidad y enormes ventas provocaron reacciones adversas de críticos intelectuales, muchos de los cuales buscaban denigrarlo como un escritor apenas competente. Evaluaciones más recientes generalmente describen a Servidumbre humana, un libro con un importante material autobiográfico, como una obra maestra, y sus cuentos son ampliamente apreciados por la crítica. El estilo plano en prosa de Maugham se hizo conocido por su lucidez, si bien su uso constante de clichés le trajo comentarios críticos adversos.
Durante la Primera Guerra Mundial, Maugham trabajó para el Servicio Secreto británico, usando posteriormente sus experiencias en cuentos publicados en la década de 1920. Si bien era fundamentalmente homosexual, intentó en alguna medida conformarse a las reglas y normas de su época. Tras un romance de tres años con la diseñadora Syrie Wellcome, del que nació su hija Liza, se casaron en 1917. El matrimonio duró doce años, pero antes, durante y después de él la pareja principal de Maugham fue un hombre más joven, el estadounidense Gerald Haxton. Juntos hicieron extensas visitas a Asia, el Mar del Sur y otros destinos. Maugham reunía material para sus novelas y cuentos en cada lugar al que iban. Vivieron juntos en la Riviera Francesa, donde Maugham vivió en derroche. Tras la muerte de Haxton en 1944, Alan Searle se convirtió en el secretario y acompañante de Maugham por el resto de la vida del escritor. Maugham dejó de escribir novelas poco después de la Segunda Guerra Mundial, y sus últimos años los pasó afligido por la senilidad. Murió a la edad de 91 años.

## Niñez y educación
El padre de Maugham era un abogado que se ocupaba de los asuntos legales de la embajada británica en París. Dado que la ley francesa preveía que todos los niños nacidos en territorio francés estaban obligados a hacer el servicio militar, Robert Ormond Maugham arregló las cosas para que William naciera en la embajada, salvándolo así de la obligación de involucrarse en futuras guerras francesas y haciendo técnicamente válido su nacimiento en "territorio británico". Su abuelo, otro Robert, también había sido un prestigioso abogado y cofundador de la English Law Society, y se daba por hecho que William tendría que seguir los mismos pasos. Pero las cosas no funcionaron así, a pesar de que su hermano mayor Frederic Herbert Maugham desarrolló una distinguida carrera jurídica, convirtiéndose en Lord Chancellor entre 1938 y 1939.
La madre de Maugham, Edith Mary Snell, padecía tuberculosis, una condición para la cual los médicos de la época prescribían tener hijos. Así que Maugham tenía tres hermanos mayores, ya escolarizados en centros de internado cuando él tenía tres años, por lo que fue criado casi como hijo único. Por desgracia, el embarazo no fue efectivo contra la enfermedad, y Edith Mary Maugham murió a los 41 años, seis años después de dar a luz a su último hijo. La muerte de su madre dejó a Maugham traumatizado para toda la vida, y siempre tuvo la foto de ella en el cabecero de su cama hasta su propia muerte a los 91 años en 1965. Además su padre murió dos años después de cáncer y el niño quedó huérfano con apenas diez años.
Willie fue enviado a Inglaterra para ponerlo bajo cuidado de su tío, Henry MacDonald Maugham, vicario de Whitstable, en Kent. El traslado fue catastrófico, pues Henry Maugham era un ser frío, distante e incapaz de amar. La King's School de Canterbury fue para él casi una versión del Purgatorio donde estuvo interno durante todos sus años de estudiante, ridiculizado por su mal inglés (su lengua materna era el francés) y su baja estatura, que había heredado de su padre. En este periodo Maugham desarrolló una tartamudez que le acompañaría toda la vida, a pesar de ser de carácter esporádico y depender de su estado de ánimo y las circunstancias.
En la vicaría estaba tan sometido a control que las emociones estaban prohibidas. Fue forzado a esconder su temperamento y se le prohibió cualquier manifestación emocional, aparte de que tampoco tenía oportunidad de ver a otros expresarlas. Como niño pacífico y reservado, pero muy curioso y sensible, esta negación de las emociones de los otros fue para él tan dura como la negación de los propios sentimientos. El resultado fue que Maugham se convirtió en un desgraciado, tanto en la vicaría como en la escuela, donde era maltratado por sus compañeros debido a su tartamudez y baja estatura; para defenderse desarrolló la habilidad de hacer observaciones sarcásticas que herían cruelmente a los que le hacían rabiar, capacidad que se refleja a veces en los personajes de sus narraciones. Su biógrafa, que tuvo acceso a la correspondencia entre el escritor y su familia, describe a un personaje vulnerable y cruel, un hombre escondido dentro de una infranqueable coraza de distanciamiento británico, tímido y acomplejado, incapaz de desenvolverse en sociedad por sí solo, ya que necesitaba siempre de un acompañante en cualquier reunión o recepción que rompiera el hielo, por lo general uno de sus amantes; asimismo, llegaba a ser muy cruel con las personas que le querían, por lo que se quedó prácticamente desahuciado de amistades en su ancianidad.
A los dieciséis años, Maugham rehusó continuar en The King's School y su tío le permitió viajar a Alemania, donde durante un año estudió literatura, filosofía y alemán en la Universidad de Heidelberg. De nuevo en Inglaterra, su tío le consiguió un puesto de trabajo en una oficina de contabilidad, pero al mes Maugham lo dejó y volvió a Whitstable. Su tío estaba disgustado, y se puso a buscar un nuevo empleo para él. El de clérigo fue descartado porque un predicador tartamudo habría parecido ridículo. También se excluyó el funcionariado, no por desagrado del propio Maugham, sino porque, a raíz de las nuevas leyes que obligaban a pasar un examen para acceder a la función pública, el tío consideraba que esta profesión se había convertido en indecorosa para un caballero. El médico local sugirió la medicina, y el tío aceptó con ciertas objeciones. Maugham había empezado a escribir a los 15 años y deseaba fervientemente dedicarse a la literatura, pero, por no ser mayor de edad, y la ya mencionada reserva que lo caracterizaba, no se atrevió a confesar sus deseos a su tutor. Consecuentemente, invirtió los siguientes cinco años de su vida como estudiante de medicina en Londres.

## Carrera

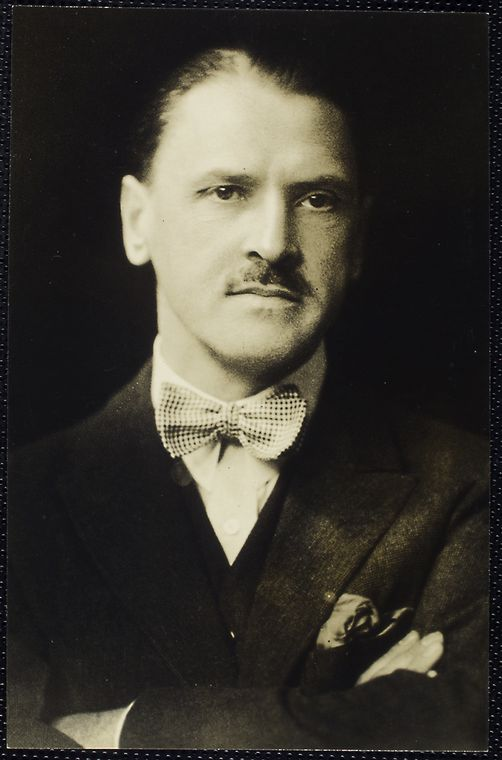
William Somerset Maugham

### Primeras obras
Muchos lectores y algunos críticos han supuesto que los años de estudiante de medicina fueron estériles para su creatividad. Pero el propio Maugham era de la opinión contraria. Pudo vivir en la efervescente ciudad de Londres, conocer a personas de las clases populares que nunca habría encontrado en otras profesiones, y verlas en situaciones de extrema ansiedad y significado para sus vidas. En la madurez, subrayó el valor literario de todo lo que vio como estudiante de medicina: «Vi hombres morir. Los vi sufrir dolor. Aprendí qué era la esperanza, el temor y el alivio...». De todo tomó notas en un Diario que redactaba cuidadosamente, y que más adelante publicaría cuidadosamente extractado.
En aquel tiempo previo a los medios de comunicación de masas estaban de moda ciertos libros, a menudo escritos por hombres y mujeres que vivían de manera desahogada, que describían el valor moral de una vida de padecimientos. Pero Maugham vio repetidamente, una y otra vez, cómo corroían los padecimientos los valores humanos y cómo la enfermedad volvía hostil y amarga a la gente, y nunca lo olvidó. Aquí, finalmente, estaba la vida en toda su crudeza, y también la oportunidad de examinar toda la gama de las emociones humanas.
Maugham cuidaba de su vivienda, la amueblaba con placer, la llenaba de libretas con ideas literarias, y escribía todas las noches a la vez que continuaba sus estudios de medicina. En 1897, presentó su segundo libro a una editorial (el primero había sido una biografía de Giacomo Meyerbeer escrita a los dieciséis años en Heidelberg).
Liza of Lambeth, una narración sobre un adulterio en la clase obrera y sus consecuencias, bebe en las experiencias del estudiante practicante de obstetricia en el suburbio londinense de Lambeth. La novela se encuadra en el realismo social de los «escritores de los bajos fondos» como George Gissing y Arthur Morrison. Con toda franqueza, Maugham aún se sintió obligado a escribir en el prólogo de la novela: «Es imposible eliminar los errores del hablar de Liza y de los otros personajes; por lo tanto, el lector tendrá que recomponer en sus pensamientos las imperfecciones necesarias de los diálogos».
Liza of Lambeth cosechó el éxito entre la crítica y el público, y la primera impresión se vendió en cuestión de semanas. Eso fue suficiente para convencer a Maugham, que ya se había licenciado, de abandonar la medicina y embarcarse en una carrera literaria que duraría sesenta y cinco años. Sobre su debut en la profesión de escritor diría posteriormente: «Me sentí como pez en el agua».
La vida de escritor le permitió viajar y vivir en diferentes lugares, como España y Capri, durante la siguiente década, pero sus siguientes diez obras no pudieron rivalizar con el éxito de Liza. En el año 1906 inició una relación amorosa con Sue Jones y en 1907 volvió a conocer el éxito con su obra de teatro Lady Frederick. Durante el año siguiente tuvo cuatro obras de teatro representándose simultáneamente en Londres, y la revista Punch publicó un dibujo de Shakespeare mordiéndose las uñas con nerviosismo mientras vigilaba las carteleras. En 1913 terminó su relación con Sue Jones al rechazar esta sus propuestas de matrimonio.

### Éxito popular, 1914-1939

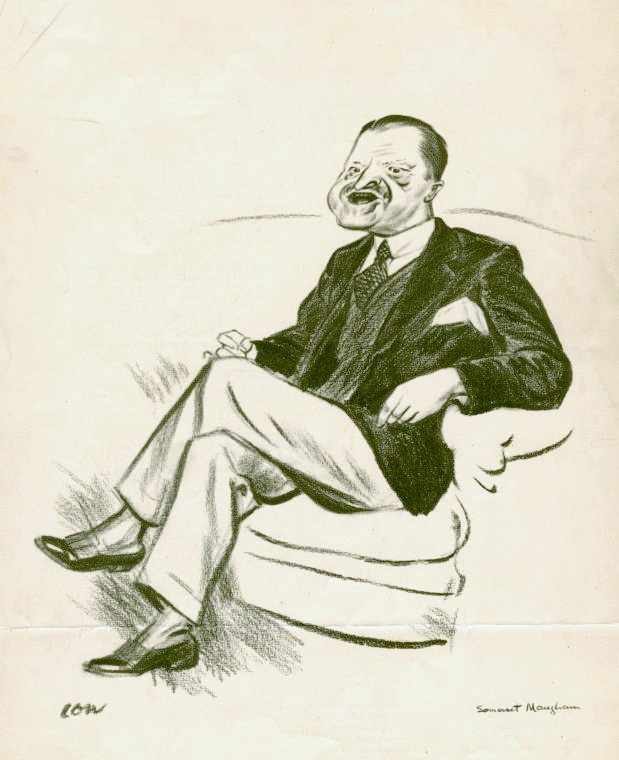
Caricatura de Maugham por David Low

En torno a 1914, Maugham era un hombre famoso, con 10 obras de teatro representadas y 10 novelas publicadas. Demasiado mayor para alistarse al declararse la Primera Guerra Mundial, Maugham sirvió en Francia como miembro de la Cruz Roja Británica, en el llamado "Literary Ambulance Drivers" (Conductores de Ambulancia Literarios), un grupo de 23 conocidos escritores entre los que estaban Ernest Hemingway, John Dos Passos y E. E. Cummings. En este tiempo conoció a Frederick Gerald Haxton, un joven de San Francisco que se convirtió en su compañero y amante hasta que murió en 1944 (Haxton aparece bajo el nombre de Tony Paxton en la obra de teatro de Maugham, de 1917, Our Betters). Maugham era bisexual y tuvo amantes ilustres como H. G. Wells, W. H. Auden, Lytton Strachey o Thomas Mann, pero el gran amor de su vida fue Gerald Haxton. Durante la guerra Maugham continuó escribiendo; de hecho, corrigió las pruebas de Of Human Bondage en una localidad cerca de Dunkerque durante un descanso de sus tareas de conductor de ambulancia. 
Servidumbre humana (Of Human Bondage, 1915) fue calificada por los críticos de la época como «una de las novelas más importantes del siglo XX». El libro parece ser bastante autobiográfico (la tartamudez de Maugham se transforma en una deformación congénita de los pies de Philip Carey, el vicario de Whitstable se convierte en el vicario de Blackstable, y Philip Carey es un médico) no obstante el mismo Maugham insistió en que se trataba de invención más que de realidad. En todo caso, la estrecha relación entre ficción y realidad fue una de las características de la obra de Maugham, a pesar de la obligada declaración legal sobre el hecho de que "los personajes [de ésta o aquella obra] son completamente imaginarios". En 1938 escribió: "Realidad y ficción están tan mezcladas en mi obra que ahora, echando una ojeada en ella, difícilmente puedo distinguir la una de la otra."
De su relación con Syrie Barnardo, hija del fundador de orfanatos Thomas John Barnardo y esposa del empresario farmacéutico inglés, nacido estadounidense, Henry Wellcome, tuvo una hija llamada Mary Elizabeth Maugham, "Liza" (nacida Mary Elizabeth Wellcome, 1915-1998). Henry Wellcome puso una demanda de divorcio contra su esposa, designando a Maugham como corresponsable. En mayo de 1917, después del decree nisi, Syrie y Maugham se casaron. Syrie se convirtió en una notable decoradora de interiores que popularizó las habitaciones en blanco en la década de 1920. En 1922 Maugham le dedicó su colección de cuentos On a Chinese Screen. Se divorciaron entre 1927 y 1928, después de un matrimonio tempestuoso agravado por los frecuentes viajes de Maugham y su ininterrumpida relación con Haxton.
Maugham volvió a Inglaterra dejando sus tareas en la unidad de ambulancias para promocionar Of Human Bondage, pero tan pronto como acabó, volvería con el fin de asistir a los esfuerzos de la guerra. Incapaz de incorporarse de nuevo a la unidad de ambulancias, Syrie se las apañó para presentarlo a un oficial de inteligencia de elevada graduación, conocido solo como "R"; y en septiembre de 1915 empezó a trabajar en Suiza, recogiendo información para los servicios secretos, apoyándose en su categoría de escritor.
En 1916 viajó al Pacífico para documentarse sobre su siguiente novela, The Moon and Sixpence, basada en la vida de Paul Gauguin. Fue el primero de los viajes a través de los estertores del mundo imperial de los años 1920 y 1930, que situaron a Maugham de manera definitiva en la imaginación popular como el cronista de los últimos días del colonialismo en la India, el Sureste Asiático, China y el Pacífico, aunque las obras en que se fundamenta esta reputación no son más que una fracción de su obra global. En este viaje y en los posteriores estuvo acompañado por Haxton, a quien consideraba indispensable para su éxito como escritor. Maugham era profundamente tímido, y el extrovertido Haxton lo ayudaba constantemente a conseguir el material humano que Maugham convertía en ficción.
En junio de 1917 fue reclamado por sir William Wiseman, jefe del Servicio Secreto Británico (llamado más tarde MI6), para ejecutar una misión especial en Rusia para conseguir implicar al Gobierno Provisional Ruso en la guerra, haciendo frente a la propaganda pacifista de Alemania. Dos meses y medio después, los bolcheviques tomaron el control. El trabajo se convirtió en imposible, pero Maugham defendió posteriormente que si hubiera llegado seis meses antes habría triunfado.
Tranquilo y observador, Maugham tenía el temperamento idóneo para el trabajo de la inteligencia, que él mismo creía que había heredado del hombre de leyes que fue su padre: una destreza especial para emitir juicios fríos y la capacidad de no ser engañado por las apariencias.
No dejando perder ninguna experiencia de la vida real para la literatura, Maugham aprovechó las experiencias como espía en una colección de cuentos sobre un espía caballeroso, distante y sofisticado, llamado Ashenden, (1928), un volumen que Ian Fleming citó como una de las influencias sobre su personaje James Bond.
En 1928, Maugham adquirió Villa Mauresque, una finca de doce acres (48 500 m²) en Cap Ferrat, en la Riviera francesa, que sería su casa para el resto de su vida, y uno de los mejores salones sociales y literarios de los años 1920 y 1930. Su producción continuó siendo prodigiosa, escribiendo para el teatro, novelas, ensayos y libros de viajes. En torno a 1940, cuando la caída de Francia lo forzó a abandonar la Riviera y convertirse en un «refugiado», ya era uno de los escritores en lengua inglesa más famosos del mundo, así como uno de los más ricos.

### Gran veterano de las letras

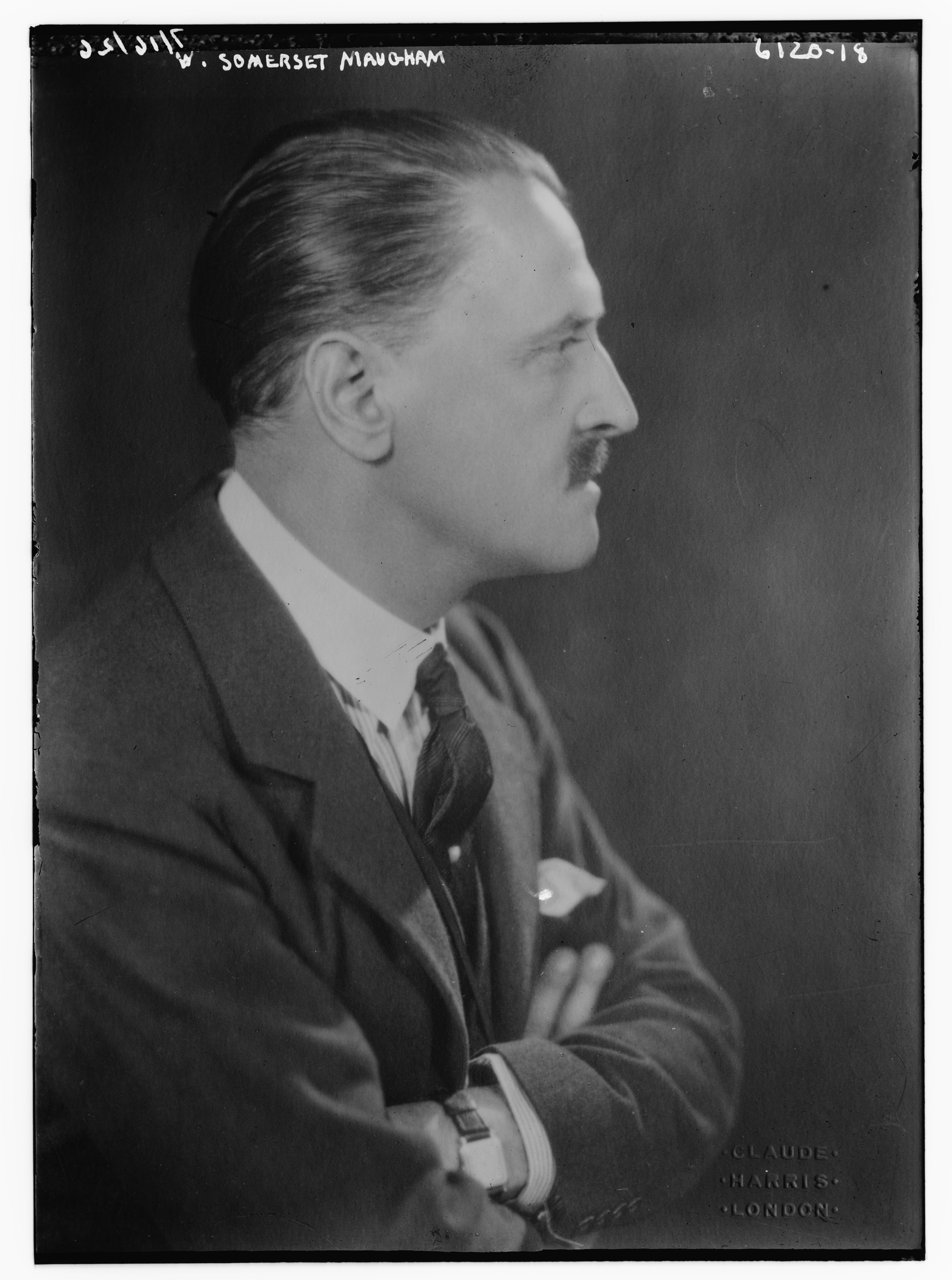
Maugham de perfil

Maugham, a sus sesenta años, pasó casi toda la Segunda Guerra Mundial en los Estados Unidos de América, primero en Hollywood (donde trabajó en diversos guiones, y donde fue uno de los primeros escritores en conseguir unas ganancias significativas con las adaptaciones cinematográficas de sus obras) y después en el Sur. Durante su estancia fue requerido por el gobierno de los Estados Unidos para dar conferencias patrióticas en apoyo a la ayuda norteamericana a Gran Bretaña, fuera o no como aliado combatiente. Gerald Haxton murió en 1944 y Maugham volvió a Inglaterra, y después, en 1946, a su villa francesa, donde estableció su residencia —interrumpida por sus frecuentes y largos viajes— hasta su muerte.
El hueco dejado por la muerte de Haxton en 1944 lo llenó Alan Searle. Maugham lo había conocido en 1928. Searle era un joven del suburbio londinense de Bermondsey, y ya había mantenido relaciones con homosexuales mayores que él. Fue una compañía fiel, si no estimulante.
Sin embargo, la vida sentimental de Maugham jamás fue sencilla. Una vez confesó: «Principalmente he amado personas que no se preocupaban, o lo hacían poco, de mí y cuando alguien me ha amado me he sentido preocupado... Para no herir sus sentimientos, a menudo he simulado una pasión que no sentía».
Los últimos años de Maugham estuvieron tristemente empañados por diversos escándalos que es posible que se desencadenasen a causa de la decadencia intelectual del escritor, amenazado por el mal de Alzheimer. El joven Maugham habría sido demasiado astuto y discreto como para cometer tales errores. El peor de estos escándalos, y el que le costó el alejamiento de más amigos, fue el amargo ataque a la difunta Syrie en un volumen de memorias aparecido en 1962, Looking Back. En los últimos años, Maugham adoptó a Searle como hijo, con el propósito de asegurarle la herencia de la villa, una decisión que no acogió bien su hija Liza y su esposo, lord Glendevon, y que expuso a Maugham a más comentarios públicos.

## Éxitos
El éxito comercial con elevados volúmenes de ventas, las producciones teatrales de éxito (sobre todo comedias de costumbres) y una larga serie de adaptaciones cinematográficas, todo unido a unas astutas inversiones en bolsa, permitieron a Maugham vivir una vida muy confortable. Pequeño y débil cuando niño, Maugham siempre se había enorgullecido de su resistencia; la que le permitió como adulto mantener una abundantísima producción literaria.
Sin embargo, a pesar de sus triunfos, jamás consiguió un elevado respeto por parte de los críticos y los compañeros escritores.[cita requerida] Él mismo lo atribuía a su carencia de «lirismo», su reducido vocabulario y un uso inexperto de la metáfora.
En efecto, parece que Maugham no iba desencaminado, pues escribía en un estilo directo. No hay nada en un libro de Maugham que necesite explicación al público por parte de los críticos. El pensamiento de Maugham era claro y su estilo, lucido, preciso y clásico, académico pero no pedante. Expresaba acerbas y, en ocasiones, cínicas opiniones en una prosa bonita y civilizada. Escribió en un periodo en que la literatura modernista experimental, como la de William Faulkner, Thomas Mann, James Joyce y Virginia Woolf iba ganando la popularidad y el respeto de la crítica. En este contexto, su prosa fue calificada como «un tejido de clichés del que sólo maravilla la capacidad del autor de ensamblar tantos y tantos, y su infalible incapacidad de contar cualquier cosa de manera original».
Su inclinación homosexual también impregna su obra. Dado que en la vida real tendía a considerar a las mujeres atractivas como rivales sexuales, a menudo presenta las necesidades y tendencias sexuales de sus personajes femeninos de una manera bien diferente a los autores de su época. Liza of Lambeth, Cakes and Ale y The Razor's Edge presentan mujeres dispuestas a no renunciar a sus intensos deseos sexuales, sin preocuparse de las consecuencias.
También, el hecho de que la tendencia sexual de Maugham se desaprobase o incluso se criminalizase en los países que visitó, hizo que el escritor fuera particularmente tolerante con los vicios ajenos, lo que le confirió una cierta aura de escritor decadente; los lectores y los críticos lamentaban que Maugham no condenara clara ni suficientemente a los malvados de sus obras. Maugham replicó en 1938: "Puede ser un defecto mío que no me preocupan mucho los pecados de otros, a excepción de los que me afectan a mí en persona."
La percepción del mismo Maugham sobre sus propias capacidades era modesta; hacia el final de su carrera dijo de él mismo que podía ser considerado como «un escritor de los mejores entre los de segunda fila».
Maugham había empezado a coleccionar pinturas teatrales antes de la Primera Guerra Mundial y continuó hasta el punto que su colección se convirtió en la segunda más importante, después de la del Garrick Club. En 1948 anunció la donación de su colección al Trustees of the National Theatre y, desde 1951, unos 14 años antes de su muerte, se exhibe al público, habiéndose trasladado en 1994 al Museo del Teatro de Covent Garden.

## Principales obras
Se considera que Of Human Bondage (Servidumbre humana), obra maestra de Maugham, viene a ser una novela autobiográfica, pues su protagonista, Philip Carey, es huérfano y lo cría un tío en exceso piadoso, como en el caso de Maugham. La deformación de los pies de Philip le provoca una gran autoconciencia y vergüenza, que evocan los problemas de Maugham con su tartamudez. Las últimas novelas de éxito también estaban basadas en personajes reales: The Moon and Sixpence narra la vida de Paul Gauguin, y Cakes and Ale contiene sutiles caracterizaciones de los escritores Thomas Hardy y Hugh Walpole.
La novela más importante de Maugham, El filo de la navaja (The Razor's Edge), publicada en 1944, fue un caso atípico dentro de su producción. Aunque la mayor parte de la novela se desarrolla en Europa, sus principales personajes son americanos y no británicos. El protagonista es un decepcionado veterano de la Primera Guerra Mundial que abandona a sus amigos ricos y su estilo de vida y viaja a la India en busca de la iluminación. El elemento autobiográfico está de nuevo presente, ya que el protagonista se había enrolado como voluntario en una unidad de aviación y Maugham hizo lo propio en una unidad de ambulancias de la Cruz Roja. Los temas del misticismo oriental y el asco provocado por la guerra chocaron a los lectores en unos momentos en que estaba acabando la Segunda Guerra Mundial, y enseguida se hizo una adaptación cinematográfica.
De entre sus narraciones cortas, destacan las que tienen que ver con las vidas de los colonos, muchos de ellos británicos, del lejano oriente, en las que se trata harto a menudo el precio emocional que deben pagar los colonos por su aislamiento. Algunas de las más destacables dentro de este género son Rain, Footprints in the Jungle, y The Outstation. Rain, en especial, que narra la desintegración moral de un misionero que intentaba convertir a Sadie Thompson, una prostituta de una isla del Pacífico, adquirió una gran fama y se ha adaptado al cine en diversas ocasiones por su genial retrato de la hipocresía moral. Maugham dijo que muchas de sus narraciones cortas estaban basadas en historias reales que oyó durante sus viajes a los confines del imperio británico. Dejó tras de él una larga colección de anfitriones enojados, y un escritor anti-Maugham contemporáneo redactó una memoria de sus viajes titulada Gin and Bitters. La prosa contenida y distante de Maugham le permite explorar las tensiones y las pasiones sin caer en el melodrama. Su novela The Magician (1908) está basada en el ocultista británico Aleister Crowley.
Maugham fue uno de los escritores de viajes más destacados de los años de entreguerras, y puede equipararse con contemporáneos de la talla de Evelyn Waugh y Freya Stark. Entre sus mejores obras de este estilo cabe destacar The Gentleman in the Parlour, sobre un viaje a través de Birmania, Siam, Camboya y Vietnam, y On a Chinese Screen, una serie de breves viñetas que pueden ser, incluso, borradores de cuentos que jamás desarrolló.
Influido por los diarios que publicó el escritor francés Jules Renard, Maugham publicó en 1949 unas selecciones de sus propios diarios bajo el título de A Writer's Notebook. Aunque los textos seleccionados son, por naturaleza, episódicos y de calidad variable, cubren más de 50 años de la vida del escritor y contienen mucho material interesante para los eruditos y admiradores de Maugham.

## Influencia
En 1947, Maugham instituyó el Premio Somerset Maugham, para reconocer al mejor escritor británico menor de treinta y cinco años, por una obra de ficción publicada el año anterior. Entre los escritores ganadores del premio se encuentran V. S. Naipaul, Kingsley Amis, Martin Amis y Thom Gunn. A su muerte, donó sus manuscritos al Royal Literary Fund.
Uno de los pocos escritores posteriores que han reconocido su influencia ha sido Anthony Burgess, que incluyó un complejo y ficticio retrato de Maugham en la novela Earthly Powers. George Orwell también manifestó que en su estilo había influencias de Maugham. El estadounidense Paul Theroux, en su recopilación de cuentos The Consul's File, actualiza el mundo colonial de Maugham en un ambiente de expatriados en la moderna Malasia.
La película de 1995 Se7en tiene un personaje interpretado por Morgan Freeman llamado teniente Somerset. El filme contiene referencias explícitas a Of Human Bondage.

## Obras

### Narrativa, libros de viajes y crítica
- Liza of Lambeth (1897) -Liza de Lambert-
- The Making of a Saint (1898)
- Orientations (1899)
- The Hero (1901)
- Mrs Craddock (1902)
- The Merry-go-round (1904)
- The Land of the Blessed Virgin: Sketches and Impressions in Andalusia (1905)
- The Bishop's Apron (1906)
- The Explorer (1908)
- The Magician (1908)
- Servidumbre humana (Of Human Bondage, 1915)
- La Luna y seis peniques (The Moon and Sixpence, 1919)
- The Trembling of a Leaf (1921) -El temblor de una hoja-
- On A Chinese Screen (1922) -En un biombo chino. Viaje por la cuenca del río Yangzi-
- The Painted Veil (1925) -El velo pintado-
- The Casuarina Tree (1926)
- Ashenden: Or the British Agent (1928) -Ashenden o el agente secreto
- The Letter (Stories of Crime) (1930)
- The Gentleman In The Parlour: A Record of a Journey From Rangoon to Haiphong (1930)
- Cakes and Ale: or, the Skeleton in the Cupboard (1930) -Pasteles y cerveza-
- The Book Bag (1932)
- The Narrow Corner (1932) - El estrecho rincón-
- Ah King (1933) -El rey-
- The Judgement Seat (1934)
- Don Fernando (1935)
- Cosmopolitans - Very Short Stories (1936)
- My South Sea Island (1936)
- Theatre (1937)
- The Summing Up (1938)
- Christmas Holiday (1939) -Vacaciones de Navidad, Un extraño en París-
- Princess September and The Nightingale (1939)
- France At War (1940)
- Books and You (1940)
- The Mixture As Before (1940)
- El misterio de la villa / En una villa florentina (Up at the Villa, 1941)
- Strictly Personal (1941)
- The Hour Before Dawn (1942) -Antes de amanecer-
- The Unconquered (1944)
- El filo de la navaja (The Razor's Edge, 1944)
- Then and Now (1946) -Entonces y ahora-
- Of Human Bondage - An Address (1946)
- Creatures of Circumstance (1947)
- Catalina (1948) -Catalina-
- Quartet (1948) -Cuarteto-
- Great Novelists and Their Novels (1948)
- A Writer’s Notebook (1949) -Cuadernos de un escritor-
- Trio (1950)
- The Writer’s Point of View' (1951)
- Encore (1952)
- The Vagrant Mood (1952)
- The Noble Spaniard (1953)
- Ten Novels and Their Authors (1954) -Diez grandes novelas y sus autores-
- Points of View (1958)
- Purely For My Pleasure (1962)

### Teatro
- A Man of Honour (1903)
- Lady Frederick (1912)
- Jack Straw (1912)
- Mrs Dot (1912)
- Penelope (1912)
- The Explorer (1912)
- The Tenth Man (1913)
- Landed Gentry (1913)
- Smith (1913)
- The Land of Promise (1913)
- The Unknown (1920)
- The Circle (1921)
- Caesar's Wife (1922)
- East of Suez (1922)
- Our Betters (1923)
- Home and Beauty (1923)
- The Unattainable (1923)
- Loaves and Fishes (1924)
- The Constant Wife (1927)
- The Letter (1927)
- The Sacred Flame (1928) -La llama sagrada-
- The Bread-Winner (1930)
- For Services Rendered (1932)
- Sheppey (1933)

## Adaptaciones cinematográficas
- Sadie Thompson (1928), película muda con Gloria Swanson y Lionel Barrymore. Basada en el cuento Miss Thompson que posteriormente se renombró a "Rain".
- The Letter (1929) con Jeanne Eagels, O.P. Heggie, Reginald Owen y Herbert Marshall. Basada en la obra de teatro del mismo título.
- Lluvia (1932), la primera versión sonora de la narración, con Joan Crawford y Walter Huston.
- Of Human Bondage (1934) con Leslie Howard y Bette Davis. Basada en la novela del mismo título.
- The Painted Veil (1934) con Greta Garbo y Herbert Marshall. Basada en la novela del mismo título.
- Secret Agent (1936) con Madeleine Carroll y Peter Lorre. Basada libremente en dos relatos contenidos en Ashenden: or the British Agent: "The Traitor" y "The Hairless Mexican". Dirigida por Alfred Hitchcock.
- The Vessel of Wrath (1938) con Charles Laughton; estrenada en los EE. UU. como The Beachcomber. Basada en la novela del mismo título.
- La carta (1940) con Bette Davis, Herbert Marshall, James Stephenson, Frieda Inescort y Gale Sondergaard. Basada en la obra de teatro del mismo título.
- The Moon and Sixpence (1942) con George Sanders. Basada en la narración corta del mismo título.
- The Razor's Edge (1946) con Tyrone Power y Gene Tierney. Basada en la novela del mismo título.
- Of Human Bondage (1946) versión con Eleanor Parker.
- Quartet (1948) Maugham aparece como él mismo en la introducción. Basada en algunos de sus cuentos.
- Trio (1950) Maugham aparece como él mismo en la introducción. Basada en algunos de sus cuentos.
- Encore (1952) Maugham aparece como él mismo en la introducción. Basada en algunos de sus cuentos.
- Miss Sadie Thompson (1953), una versión semi-musical con Rita Hayworth y José Ferrer.
- The Beachcomber (1958). Basada en la novela The Vessel of Wrath; no se ha de confundir con la película de 1938.
- Julia, du bist zauberhaft (1962) con Lilli Palmer y Charles Boyer. Basada en la novela Theatre.
- Of Human Bondage (1964) versión con Laurence Harvey y Kim Novak.
- The Letter (1969) con Eileen Atkins. Basada en la novela del mismo título. (Hecha para la televisión)
- The Letter (1982) con Lee Remick, Jack Thompson y Ronald Pickup. Basada en la obra de teatro del mismo título. (Hecha para la televisión)
- The Razor's Edge (1984) con Bill Murray. Basada en la novela del mismo título.
- Up at the Villa (2000) con Kristin Scott Thomas y Sean Penn, dirigida por Philip Haas. Basada en la novela del mismo título.
- Being Julia (2004) con Annette Bening. Basada en la novela Theatre.
- El velo pintado (2006) con Naomi Watts y Edward Norton. Basada en la novela del mismo título.